# Friedenstag
Friedenstag (français : Jour de paix) est un opéra en un acte de Richard Strauss sur un livret Joseph Gregor d'après le drame la Rendención de Breda (la capitulation de Breda) (1625) de Calderón. Il est créé à Munich le 24 juillet 1938 sous la direction de Clemens Krauss.

## Distribution
| Rôle                                                                                          | Voix    | Première, 24 juillet 1938 (Clemens Krauss) |
| --------------------------------------------------------------------------------------------- | ------- | ------------------------------------------ |
| Commandant de la ville assiégée                                                               | baryton | Hans Hotter                                |
| Maria, sa femme                                                                               | soprano | Viorica Ursuleac                           |
| Un sergent                                                                                    | basse   | Georg Hann                                 |
| Un caporal                                                                                    | ténor   | Julius Patzak                              |
| Un simple soldat                                                                              | ténor   | Georg Wieter                               |
| Un mousquetaire                                                                               | basse   | Karl Schmidt                               |
| un clairon                                                                                    | basse   | Willi Merkert                              |
| Un officier                                                                                   | baryton | Emil Graf                                  |
| Un officier                                                                                   | baryton | Josef Knapp                                |
| un piémontais                                                                                 | ténor   | Peter Anders                               |
| Le Holsteiner, commandant de l'armée assiégeante                                              | basse   | Ludwig Weber                               |
| Le bourgmestre                                                                                | ténor   | Karl Ostertag                              |
| Le prélat                                                                                     | baryton | Theo Reuter                                |
| Une femme du peuple                                                                           | soprano | Else Schürhoff                             |
| Soldats de la garnison et de l'armée, anciens de la ville, femmes de la délégation, habitants |         |                                            |

## Argument
Le jour du traité de Wesphalie, le commandant d'une place non nommée renonce à son intention première de faire sauter la forteresse plutôt que de se rendre à l'armée ennemie.